# Comuna Nove Misto, Tîvriv
Nove Misto (în ucraineană Нове Місто) este o comună în raionul Tîvriv, regiunea Vinnița, Ucraina, formată din satele Iskrivka, Krasne și Nove Misto (reședința).

## Demografie
Componența lingvistică a satului Nove Misto
     Ucraineană (98,04%)
     Rusă (1,24%)
     Alte limbi (0,67%)
Conform recensământului din 2001, majoritatea populației satului Nove Misto era vorbitoare de ucraineană (98,04%), existând în minoritate și vorbitori de rusă (1,24%).